# Cerros del Chapá
Cerros del Chapá är kullar i Argentina.   De ligger i provinsen Misiones, i den nordöstra delen av landet, 900 km norr om huvudstaden Buenos Aires.
I omgivningarna runt Cerros del Chapá växer huvudsakligen savannskog. Runt Cerros del Chapá är det ganska tätbefolkat, med 67 invånare per kvadratkilometer.